# Eleições presidenciais em Vanuatu em 2009
As eleições presidenciais vanuatuanas de 2009 foram realizadas nos dias 1º e 2 de setembro.

## Resultados[1]
1º turno
- Vincent Boulekone – 16 votos
- Kalkot Mataskelekele – 14 votos
- Iolu Abil – 11 votos
- Kalo Nial – 7 votos
- Yvette Sam – 7 votos

2º turno
- Iolu Abil – 26 votos
- Kalkot Mataskelekele – 16 votos
- Vincent Boulekone – 16 votos

3º turno
- Iolu Abil – 41 votos
- Kalkot Mataskelekele – 16 votos